# Benfica Lisabon
Sport Lisboa e Benfica je uz Sporting i Porto najveće športsko društvo u Portugalu, ali je najpoznatija po svom nogometnom klubu, no "Benfica" ima svoje ekipe i u drugim športovima kao što su košarka, rukomet, hokej na koturaljkama, itd.; a svi su oni među vodećim klubovima u Portugalu u svojim športovima. Društvo je osnovano 1904. godine. Nadimci društva su O Glorioso, Águias, Encarnados.

## Ragbi
Osnovan: 1924.

### Uspjesi
Prvenstvo Portugala: 8 puta 

Kup Portugala: 10 puta  

Prvenstvo Lisabona: 12 puta 

Iberijsko prvenstvo: 3 puta

## Atletika
Osnovan: 1906.

### Uspjesi
Prvenstvo Portugala (muškarci): 1939., 1940., 1942., 1944., 1949., 1951., 1953., 1954., 1955., 1967., 1980., 1982., 1983., 1984., 1986., 1989., 1990., 1991., 1992., 1993., 1994., 1996. 

Prvenstvo Portugala (žene): 1977., 1978., 1982., 1983., 1984., 1985., 1986., 1988., 1989., 1990., 1991., 1992., 1993., 1994. 